# كريستوفر كاسيدي
كريستوفر كاسيدي (بالإنجليزية: Christopher Cassidy) (و. 1970 – م) هو رائد فضاء من الولايات المتحدة الأمريكية . ولد في سالم. تولى منصب Chief of the Astronaut Office (منذ 30 يونيو 2015) .

## ريادة الفضاء
شارك في المهمات الفضائية:
- STS-127
- البعثة 35
- البعثة 36
- Soyuz TMA-08M.

## التعليم
تعلم في معهد ماساتشوست للتكنولوجيا

## الخدمة العسكرية
خدم في بحرية الولايات المتحدة.

## جوائز
حصل على جوائز منها:
- ميدالية النجمة البرونزية.